# Crocidoliet

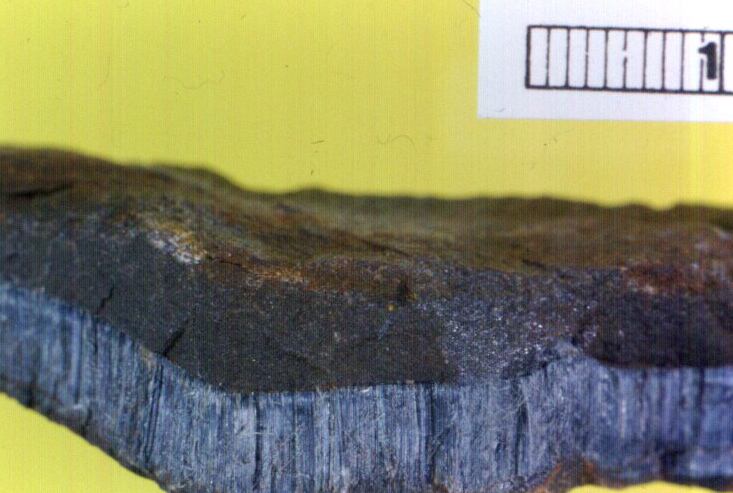
Crocidoliet

Het mineraal crocidoliet (van Grieks krokè, "draad, vezel") is de gevaarlijkste, donkerblauwe vorm van asbest en wordt ook wel blauwe asbest genoemd. Het is een vorm van het amfibole mineraal riebeckiet en heeft de samenstelling Na2Fe3+2Fe2+3Si8O22(OH)2.

## Gebruik
Crocidoliet vertegenwoordigt maar zo'n 4% van alle verwerkte asbest, de rest is voornamelijk chrysotiel.
Crocidoliet is het bekendst als spuitasbest, de gevaarlijkste vorm van asbest vanwege de zeer lage gebondenheid en de hoge concentratie, spuitasbest kan overigens ook voornamelijk bestaan uit amosiet. Een asbestinventarisatie kan uitwijzen dat ook in oude golfplaten, asbestcement en rioleringsbuizen crocidoliet kan zitten. Het is de enige asbestsoort die een eigen kleuring kent en de vezels zijn altijd blauw, ook na verwerking.

## Vindplaatsen
De belangrijkste vindplaats van crocidoliet is in Zuid-Afrika ten noorden van de Oranjerivier.
Een andere vindplaats van crocidoliet was Wittenoom, West-Australië. Van 1937 tot 1966 werd het hier uit de grond gehaald.
Van de 20.000 mannen, vrouwen en kinderen die er woonden zijn er al meer dan 2000 gestorven aan de gevolgen van de winning van dit uiterst gevaarlijke asbest. Het plaatsje is in 2019 een spookstad met maar twee inwoners. Het kan bezocht worden maar het wordt ten strengste afgeraden omdat er nog steeds asbestvezels rond kunnen vliegen.
Het nummer "Blue Sky Mine" van Midnight Oil gaat over de winning van crocidoliet in het plaatsje Wittenoom en de gevolgen hiervan voor de bevolking.